# Quintín Quintana
Quintín Quintana Lauchen (Cantón, c. 1845/50-Santiago, 7 de marzo de 1902), nacido como Liu Tang Sin Shin, Leotan Sin-Shin o Leo Shin, fue un comerciante y detective de policía sino-peruano, más tarde sino-chileno. Nacido en China, trabajó como culí en Perú y adoptó un nombre en español. Durante la Guerra del Pacífico, librada por Perú y Bolivia contra Chile, Quintana se unió al servicio de inteligencia chileno, liderando un esfuerzo de colaboración de inmigrantes chinos.

## Biografía

### Primeros años y llegada al Perú
Quintana nació en China durante la Dinastía Qing en la segunda mitad de la década de 1840, pero fue llevado en 1866 a Ica, Perú, donde se convirtió en uno de los más de 100 000 ciudadanos chinos llevados de China para convertirse en trabajadores esclavos en Perú. Fue vendido a un rico terrateniente como sirviente contratado y recibió un contrato de 20 años, por el cual recibió dos soles peruanos por año, y el apellido de su empleador, Quintana. En 1874, Quintana completó todos los trabajos que le exigía su contrato. A partir de entonces se convirtió en un comerciante exitoso y un miembro influyente de la comunidad peruana-china; en la década de 1880, fue descrito como «una especie de Rothschild de esta tribu amarilla».

### Guerra del Pacífico

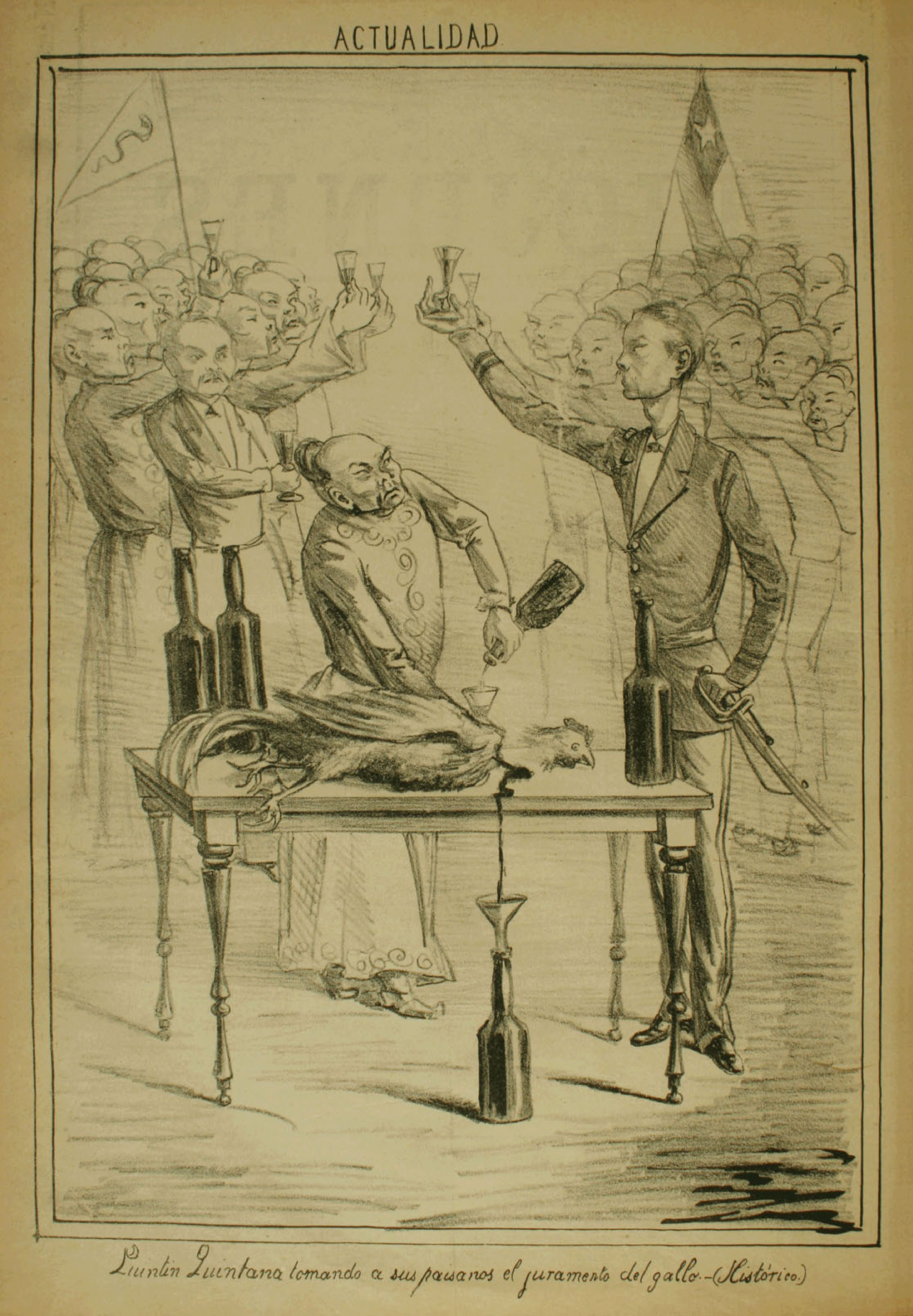
Quintín Quintana tomando a sus paisanos el juramento del gallo. En el periódico "Diójenes" (1884).

En agosto de 1880, el gobierno chileno decidió lanzar un ataque anfibio en el norte de Perú para destruir sus plantaciones de caña de azúcar. El mando de este ataque fue entregado a Patricio Lynch, oficial de la Armada que previamente había solicitado dicho operativo. La fuerza de Lynch desembarcó en Chimbote el 10 de septiembre de 1880 y, después de que los propietarios de las plantaciones locales se negaran a pagar un impuesto de guerra para proteger su propiedad, quemaron las plantaciones. En el proceso, liberó a cientos de culís chinos, que se unieron a su fuerza como guías.
En noviembre, fuerzas chilenas al mando del coronel José Domingo Amunátegui Borgoño llegaron a Ica, aquí también seguidas por esclavos chinos que habían liberado. Los ex-comerciantes chinos culíes de Ica, entre ellos Quintana, dieron una calurosa bienvenida a los chilenos. Quintana acogió y se hizo amigo del coronel Amunátegui, quien se convirtió en el padrino de uno de los hijos de Quintana. Cuando las fuerzas chilenas continuaron su marcha hacia el norte, Quintana envió a su familia al sur y fuera de Perú, y él mismo abordó un barco de guerra chileno para seguir a los chilenos. Él y otros 3000 chinos llegaron con 25 000 chilenos a Lurín, a 24 kilómetros de Lima, el 25 de diciembre.
En Lurín, el 11 de enero de 1881, entre 400 y 1000 hombres chinos liderados por Quintana se reunieron ante un santuario a Guan Yu, un dios chino de la guerra, bebieron sangre de gallo y juraron lealtad a Chile, para seguir a Quintana y liberar a los esclavos chinos. Estos hombres, muchos veteranos de las Guerras del Opio y la Rebelión Taiping, se organizaron en la «Legión Vulcano» y se unieron al mando del general chileno Manuel Baquedano, preparándose entonces para la campaña de Lima. Se desempeñaron principalmente como porteadores y cuidadores, pero también eran competentes en el uso de dinamita y, por lo tanto, despejaron minas y volaron pozos de agua. Vieron combate en la Batalla de San Juan y Chorrillos y la Batalla de Miraflores del 13 al 15 de enero, donde derribaron obstáculos y combatieron a los peruanos con armas capturadas.
Después de que Lima fuera ocupada por los chilenos más tarde en 1881, Quintana se instaló en Callao. Allí, Quintana, en colaboración con Amunátegui, ahora al mando de la ciudad, comenzó a organizar y contratar trabajadores chinos para las plantaciones en el norte de Perú para los chilenos. Era lo suficientemente prominente como para que el diplomático británico Spenser St. John, él mismo familiarizado con el trabajo de los culíes, escribiera sobre Quintana como líder en una nueva trata de esclavos. Sin embargo, los trabajadores chinos ahora trabajaban en mejores condiciones, por mejores salarios y para patrones chinos.

### Traslado a Chile
Quintana continuó trabajando para el gobierno de ocupación chileno hasta 1883, momento en el que se instaló en Santiago y trabajó para la policía municipal como detective. En 1888, Quintana recibió 2000 pesos chilenos por sus servicios durante la Guerra del Pacífico por orden del presidente de Chile, José Manuel Balmaceda.
Quintana se hizo conocido en Santiago por su sentido de la moda, sus relaciones con los periodistas y el miedo que infundía en los delincuentes.

### Muerte y legado

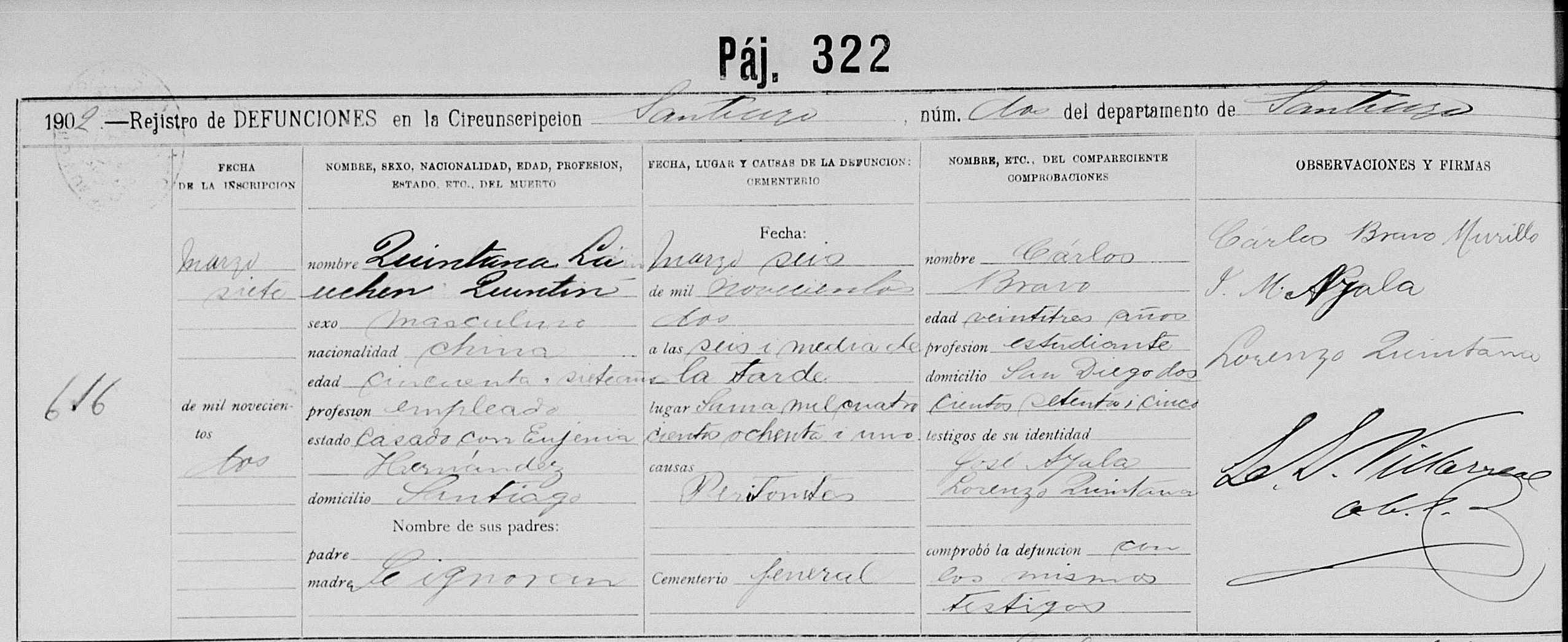
Registro de defunción de Quintín Quintana.

Quintana murió el 7 de marzo de 1902 en Santiago. El historiador chileno Marcelo Segall lo llamó un «Espartaco oriental, un orador vibrante y audaz que inspiró a sus compatriotas».

## Lectura adicional
- Jiménez, Bernardo Guerrero (1997). «Los chinos, su identidad y su lugar en la literatura nortina». Estudios Atacameños (Universidad Católica del Norte) (13): 95-103. doi:10.22199/S07181043.1997.0013.00007.

- Datos: Q39081560